# William O. Baker

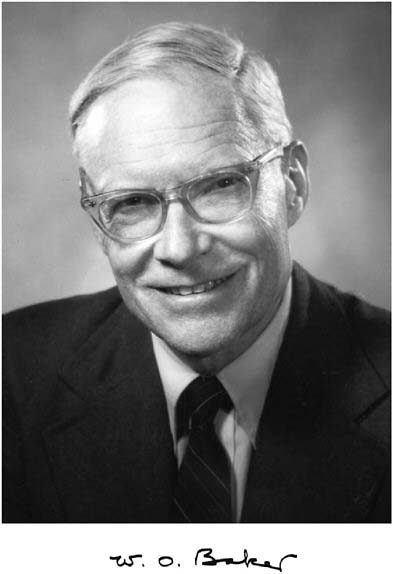
William Oliver Baker

William Oliver Baker (* 15. Juli 1915 in Quaker Neck, Maryland; † 31. Oktober 2005 in Chatham, New Jersey) war ein US-amerikanischer Chemiker und ehemaliger Vorstandsvorsitzender der Bell Laboratories (heute: Lucent Technologies) von 1973 bis 1979, zuvor von 1955 bis 1973 Vorstandsmitglied. Unter seiner Führung gewannen die Bell Labs einige Nobelpreise in Physik. Baker selbst wurde 1961 in die National Academy of Sciences, 1965 in die American Academy of Arts and Sciences gewählt. Er erhielt 1978 den Von Hippel Award. Die American Philosophical Society, der er seit 1963 als gewähltes Mitglied angehörte, zeichnete ihn im Jahr 2000 mit ihrer Benjamin Franklin Medal aus.
Baker war Berater der US-Präsidenten Eisenhower, Kennedy, Johnson, Nixon und Reagan.
Nach Baker ist der William O. Baker Award for Initiatives in Research der National Academy of Sciences benannt.